# The End of Evangelion (саундтрек)
The End of Evangelion — саундтрек к аниме-фильму 1997 года «Конец Евангелиона». Хитом стала песня «Komm, süsser Tod» (с нем. — «В смерти покой»). Мелодия отсылает к композиции «Hey Jude» The Beatles. Другой известный трек на этом диске — «Thanatos -If I Can't Be Yours-» (с англ. — «Танатос — если я не могу быть твоим»).
В рейтинге продаж Oricon саундтрек The End of Evangelion занял третье место. В течение 11 лет, прошедших с момента выхода, он оставался единственным аниме-альбомом, который смог достигнуть такой высокой отметки. Лишь в 2008 году на этой же позиции оказался Macross Frontier.

## Об альбоме
The End of Evangelion содержит музыку, сочинённую и исполненную под управлением Сиро Сагису, а также завершающую тему фильма, сюиту № 3 (Air on the G-String) и кантату «Herz und Mund und Tat und Leben» (с нем. — «Устами, сердцем, нашими делами, всею жизнью») Иоганна Себастьяна Баха.
Помимо классики, присутствуют элементы поп-рока и джаза, однако в сюжете прослеживается настоящая пляска смерти. Конец мира происходит под ненавязчивую и местами откровенно весёлую музыку. Такой мотив говорит о том, что праздник начинается и никого не спрашивают, хотят они умирать или нет. Это неотвратимо, нужно расслабиться и получать удовольствие. Одни уходят с улыбкой на лице (Кодзо Фуюцуки, Майя Ибуки, Кил Лоренц), другие с недоумением (Макото Хюга) и в страхе (Сигэру Аоба), или же осознанно, как Гэндо Икари. Будь то «Himitsu Kudasai» в Megazone 23 Part II или «Komm, süsser Tod» в «Конце Евангелиона», тревожный вывод состоит в том, что крупномасштабное разрушение неизбежно и циклично; оспорен может быть только исход такого катаклизма, является он суровым испытанием или окончательным крахом. Оба эти названия в какой-то степени нигилистичны. Они наводят на мысль, что людям не убежать от себя и расплата неизбежна.
Арианна Шрайбер, помимо «Komm, süsser Tod», спела также «Everything you've ever dreamed» на стихи Хидэаки Анно в переводе Майкла Вызговски, но в саундтрек песня не попала, оставшись на сборниках «S2 Works» (1998), «Refrain of Evangelion» (2003) и «Evangelion Piano Forte» (2013). Композиция сосредотачивается на отношениях Синдзи и Аски, речь идёт об их неспособности откровенно сказать о своих взаимных чувствах: «Что сделала она, чтобы разбить и предать сердце твоё и всё на свете? Поцелуй ненастоящим был. Это был совсем не ты». Она отвергает его: «Последний и предсмертный вздох, о чём когда-либо вы мечтали». Для тех, кто считает себя недостойным, есть следующие строки: «Вы можете подождать миллион лет и обнаружить: небеса слишком далеко. Что есть любовь, пока она не вернётся к вам домой?».
11 мая 2004 года появилось американское издание от Geneon Entertainment. 22 декабря 2004 года «The End of Evangelion» был выпущен в формате DVD-Audio.
В 2014 году «Come sweet death, second impact» на японском языке исполнила Мэгуми Хаясибара в альбоме «The world! EVAngelion JAZZ night =The Tokyo III Jazz club=».
В 2018—2019 годах композиции из фильма представил дирижёр Кэнъити Симура во время концертного тура «Музыка из аниме и компьютерных игр» по городам России. В частности, звучала часть третьей сюиты Баха.

## Список композиций
| №                   | Название                                                                              | Текст песни                   | Музыка               | Длительность |
| ------------------- | ------------------------------------------------------------------------------------- | ----------------------------- | -------------------- | ------------ |
| 1.                  | «Interference of Others» (яп. 他人の干渉 (Tanin no Kanshō))                           |                               | Сиро Сагису          | 2:21         |
| 2.                  | «The End of Midsummer» (яп. 真夏の終演 (Manatsu no Shūen))                            |                               | Сиро Сагису          | 2:24         |
| 3.                  | «Emergency Evacuation to Regression» (яп. 退行への緊急避難 (Taikō he no Kinkyūhinan)) |                               | Сиро Сагису          | 4:18         |
| 4.                  | «False Regeneration» (яп. 偽りの、再生 (Itsuwari no, Saisei))                         |                               | Сиро Сагису          | 2:30         |
| 5.                  | «Substitute Invasion» (яп. 身代わりの侵入 (Migawari no Shinnyū))                      |                               | Сиро Сагису          | 3:30         |
| 6.                  | «II Air (Orchestral Suite №3 in D Major, BWV.1068)»                                   |                               | Иоганн Себастьян Бах | 3:25         |
| 7.                  | «The Passage of Emptiness» (яп. 空しき流れ (Munashiki Nagare))                        |                               | Сиро Сагису          | 6:18         |
| 8.                  | «Thanatos -If I Can't Be Yours-»                                                      |                               | Сиро Сагису          | 4:53         |
| 9.                  | «Escape to The Beginning» (яп. 始まりへの逃避 (Hajimari he no Tōhi))                  |                               | Сиро Сагису          | 5:00         |
| 10.                 | «Honeymoon with Anxiety» (яп. 不安との密月 (Fuan to no Mitsugetsu))                   |                               | Сиро Сагису          | 1:40         |
| 11.                 | «Komm, süsser Tod (M-10 Director’s Edit. Version)» (яп. 甘き死よ、来たれ)             | Хидэаки Анно / Mike Wyzgowski | Сиро Сагису          | 7:46         |
| 12.                 | «Jesus bleibet meine Freude (Herz und Mund und Tat und Leben BWV. 147)»               |                               | Иоганн Себастьян Бах | 4:51         |
| 13.                 | «Expansion of Blockade» (яп. 閉塞の拡大 (Heisoku no Kakudai))                         |                               | Сиро Сагису          | 6:55         |
| 14.                 | «Opening of Dream» (яп. 夢のスキマ (Yume no Sukima))                                  |                               | Сиро Сагису          | 1:26         |
| Общая длительность: | Общая длительность:                                                                   | Общая длительность:           | Общая длительность:  | 57:12        |

## Участники записи
- Сиро Сагису — композитор, аранжировщик, дирижёр
- Mash — стихи и вокал (8)
- Loren — вокал (8)
- Хидэаки Анно — оригинальные стихи (11)
- Майкл Вызговски — перевод стихов (11)
- Арианна Шрайбер — вокал (11)
- Ян Паненка и Майра Хесс — аранжировка (12)
- Коити Судзуки — запись и сведение
- Кэйдзи Канэко — мастеринг

## Сингл
Сингл вышел в 1997 году.

| №                   | Название                                                | Текст песни                              | Музыка               | Длительность |
| ------------------- | ------------------------------------------------------- | ---------------------------------------- | -------------------- | ------------ |
| 1.                  | «Thanatos -If I Can't Be Yours-»                        | Mash                                     | Сиро Сагису          | 4:53         |
| 2.                  | «Komm, süsser Tod»                                      | Хидэаки Анно (перевод — Майкл Вызговски) | Сиро Сагису          | 7:56         |
| 3.                  | «II Air [Orchestral Suite No. 3 In D Major, BWV. 1068]» |                                          | Иоганн Себастьян Бах | 3:23         |
| Общая длительность: | Общая длительность:                                     | Общая длительность:                      | Общая длительность:  | 16:12        |

Версия «Komm, süsser Tod» отличается от саундтрека длительностью и аранжировкой, это касается звучания инструментов, вокала, бэк-вокала и хора.

## Комментарии
1. ↑  «В смерти покой»[нем.] Иоганна Себастьяна Баха (BWV 478). Слова «Ибо я устал от мира», «Небеса лучше», «Оставайся со своим горем», «Смерть ведёт меня», «Теперь желаю я увидеть Иисуса и стоять с Ангелами» задают тон.